# Cissé (Viena)
Cissé és un municipi francès situat al departament de la Viena i a la regió de la Nova Aquitània. L'any 2007 tenia 2.429 habitants.

## Demografia

### Població
El 2007 la població de fet de Cissé era de 2.429 persones. Hi havia 916 famílies de les quals 126 eren unipersonals (63 homes vivint sols i 63 dones vivint soles), 344 parelles sense fills, 395 parelles amb fills i 51 famílies monoparentals amb fills.
La població ha evolucionat segons el següent gràfic:
Habitants censats

### Habitatges
El 2007 hi havia 983 habitatges, 923 eren l'habitatge principal de la família, 13 eren segones residències i 48 estaven desocupats. 972 eren cases i 11 eren apartaments. Dels 923 habitatges principals, 754 estaven ocupats pels seus propietaris, 155 estaven llogats i ocupats pels llogaters i 13 estaven cedits a títol gratuït; 4 tenien una cambra, 18 en tenien dues, 87 en tenien tres, 272 en tenien quatre i 542 en tenien cinc o més. 849 habitatges disposaven pel capbaix d'una plaça de pàrquing. A 253 habitatges hi havia un automòbil i a 644 n'hi havia dos o més.

### Piràmide de població
La piràmide de població per edats i sexe el 2009 era:
| Homes | Edats   | Dones |
| ----- | ------- | ----- |
| 0     | 95 o +  | 0     |
| 5     | 90 a 94 | 6     |
| 9     | 85 a 89 | 6     |
| 3     | 80 a 84 | 4     |
| 26    | 75 a 79 | 30    |
| 21    | 70 a 74 | 26    |
| 32    | 65 a 69 | 22    |
| 47    | 60 a 64 | 41    |
| 55    | 55 a 59 | 42    |
| 99    | 50 a 54 | 84    |
| 99    | 45 a 49 | 124   |
| 90    | 40 a 44 | 81    |
| 74    | 35 a 39 | 76    |
| 64    | 30 a 34 | 90    |
| 50    | 25 a 29 | 64    |
| 72    | 20 a 24 | 47    |
| 71    | 15 a 19 | 75    |
| 60    | 10 a 14 | 78    |
| 81    | 5 a 9   | 42    |
| 42    | 0 a 4   | 69    |

## Economia
El 2007 la població en edat de treballar era de 1.655 persones, 1.294 eren actives i 361 eren inactives. De les 1.294 persones actives 1.240 estaven ocupades (638 homes i 602 dones) i 54 estaven aturades (17 homes i 37 dones). De les 361 persones inactives 177 estaven jubilades, 112 estaven estudiant i 72 estaven classificades com a «altres inactius».

### Ingressos
El 2009 a Cissé hi havia 957 unitats fiscals que integraven 2.560 persones, la mediana anual d'ingressos fiscals per persona era de 20.536 €.

### Activitats econòmiques
Dels 110 establiments que hi havia el 2007, 1 era d'una empresa extractiva, 1 d'una empresa alimentària, 1 d'una empresa de fabricació de material elèctric, 13 d'empreses de fabricació d'altres productes industrials, 22 d'empreses de construcció, 23 d'empreses de comerç i reparació d'automòbils, 9 d'empreses de transport, 3 d'empreses d'hostatgeria i restauració, 2 d'empreses financeres, 6 d'empreses immobiliàries, 12 d'empreses de serveis, 9 d'entitats de l'administració pública i 8 d'empreses classificades com a «altres activitats de serveis».
Dels 30 establiments de servei als particulars que hi havia el 2009, 1 era una oficina de correu, 4 tallers de reparació d'automòbils i de material agrícola, 6 paletes, 1 guixaire pintor, 3 fusteries, 4 lampisteries, 1 electricista, 2 empreses de construcció, 3 perruqueries, 2 restaurants i 3 agències immobiliàries.
Dels 3 establiments comercials que hi havia el 2009, 1 era una botiga de més de 120 m², 1 una fleca i 1 una floristeria.
L'any 2000 a Cissé hi havia 25 explotacions agrícoles que ocupaven un total de 1.584 hectàrees.

## Equipaments sanitaris i escolars
L'únic equipament sanitari que hi havia el 2009 era una farmàcia.
El 2009 hi havia 1 escola maternal i 1 escola elemental.

## Poblacions més properes
El següent diagrama mostra les poblacions més properes.